# Porte de Plaisance
La porte de Plaisance est une porte de Paris, en France, située dans le 15e arrondissement.

## Situation et accès
La porte de Plaisance est une porte de Paris située à 500 m à l'ouest de la porte Brancion et 300 m au nord de la porte de la Plaine. Elle se trouve sur le boulevard Lefebvre, dans le prolongement de la rue de Dantzig.
Elle n'est pas située à proximité immédiate de la station de métro Plaisance ni de la rue de Plaisance (14e arrondissement).
La porte de Plaisance est desservie par la ligne de tramway T3a à la station Georges-Brassens. Elle ne possède en revanche ni accès au boulevard périphérique, ni même d'accès à la commune voisine de Vanves, puisque l'avenue de la Porte-de-Plaisance est en cul-de-sac face à une barre d'immeuble de l'avenue Albert-Bartholomé

## Historique
La porte de Plaisance permettait l'accès à Vanves par l'avenue Victor-Hugo. Cette liaison fut supprimée avec l'aménagement du boulevard périphérique et fut détournée vers la Porte de la Plaine par l'aménagement d'une nouvelle rue, la rue du Général-Guillaumat.

## Bâtiments remarquables et lieux de mémoire
Elle est située à proximité du parc Georges-Brassens et de l’église Saint-Antoine-de-Padoue. Elle est relativement proche du parc des expositions de la porte de Versailles.